# علي جبر
على جبر (مواليد 10 يناير 1987 بمحافظة الغربية قرية ميت حواى مركز السنطة [بحاجة لمصدر]) هو لاعب كرة قدم مصري، في نادي بيراميدز ومنتخب مصر.
حصد مع نادي الزمالك على بطولة الدوري المصري مرة واحدة وعلى كأس مصر مرتين وعلى كأس السوبر مرة واحدة.
وعلى صعيد المنتخب المصري، شارك معه في كأس العالم 2018.

## مسيرته

### الاتحاد السكندري
بدأ مسيرته الكروية مع نادي الاتحاد السكندري.

### الإسماعيلي
وفي موسم 2008/2009. انتقل إلى نادي الإسماعيلي.

### الاتحاد السكندري مرة أخرى
ثم عاد إلى نادي الاتحاد السكندري مرة أخرى.

### الزمالك
انضم لنادى الزمالك في يونيو 2014 لمدة ثلاث مواسم.

### الإعارة لوست برومتيش ألبيون
ثم أعُير في يناير 2018 إلى وست بروميتش ألبيون الانجيليزي حتى نهاية الموسم مقابل 440 ألف جنيه استرليني مع أحقية الشراء مقابل 1.1 مليون جنيه استرليني. لم يشارك جبر في أي مباراة رسمية مع الفريق الأول الذي هبط بنهاية الموسم لدوري القسم الثاني.

### بيراميدز
ثم انتقل إلى لنادي بيراميذز في يوليو 2018.

## المشاركات الدولية
آخر تحديث 25 يونيو 2018.
| مصر      | مصر       | مصر     |
| عام      | المشاركات | الاهداف |
| -------- | --------- | ------- |
| 2014     | 2         | 0       |
| 2015     | 1         | 0       |
| 2016     | 6         | 1       |
| 2017     | 9         | 0       |
| 2018     | 8         | 0       |
| الاجمالي | 26        | 1       |

## الألقاب
مع الزمالك
- الدوري المصري (1): 2014–15
- كأس مصر (2): 2015 ، 2016[8], 2024

- كأس السوبر المصري (1): 2016